# Ванцак, Вильмош
Ви́льмош Ва́нцак (венг. Vanczák Vilmos; род. 20 июня 1983[…], Мишкольц) — венгерский футболист, выступавший на позиции защитника; тренер.

## Карьера

### Клубная
Профессиональную карьеру начал в команде «Диошдьёр» из родного города Мишкольц, дебютировав в ней в 15 лет. Следующий сезон провёл в команде «Вашаш», после которой, в 2001 году, перешёл в «Уйпешт». Осень 2002 года провёл в команде «Уйпешт-Фот» на правах аренды и вернулся обратно в «Уйпешт» уже в начале 2003 года.
После того, как «Уйпешт» занял второе место в чемпионате Венгрии сезона 2003/04, был вызван в сборную. После дебюта в национальной команде, он, на правах аренды, перешёл в бельгийский клуб «Сент-Трюйден» и отыграл там целый сезон 2006/07. Вновь вернувшись в «Уйпешт», уже в третий раз, к началу сезона 2007/08 перешёл в швейцарский клуб «Сьон», где и играет до настоящего времени. Играя за «Сьон», Ванцаку удалось стать обладателем Кубка Швейцарии в сезонах 2008/09 и 2010/11.

### В сборной
Вильмош дебютировал за сборную Венгрии 30 ноября 2004 года в матче со сборной Словакии. Свой первый гол за сборную забил сборной России в товарищеском матче 3 марта 2010 года. 6 сентября 2011 года защитник забил свой второй мяч на международном уровне, поразив ворота сборной Молдавии в матче отборочного турнира к ЧЕ-2012 (2:0).
| Команда | Год  | Товарищеские матчи | Товарищеские матчи | Официальные матчи | Официальные матчи | Итого | Итого |
| Команда | Год  | Игры               | Голы               | Игры              | Голы              | Игры  | Голы  |
| ------- | ---- | ------------------ | ------------------ | ----------------- | ----------------- | ----- | ----- |
| Венгрия | 2004 | 2                  | 0                  | 0                 | 0                 | 2     | 0     |
| Венгрия | 2005 | 5                  | 0                  | 5                 | 0                 | 10    | 0     |
| Венгрия | 2006 | 3                  | 0                  | 4                 | 0                 | 7     | 0     |
| Венгрия | 2007 | 3                  | 0                  | 6                 | 0                 | 9     | 0     |
| Венгрия | 2008 | 5                  | 0                  | 4                 | 0                 | 9     | 0     |
| Венгрия | 2009 | 3                  | 0                  | 4                 | 0                 | 7     | 0     |
| Венгрия | 2010 | 4                  | 1                  | 3                 | 0                 | 7     | 1     |
| Венгрия | 2011 | 4                  | 0                  | 5                 | 1                 | 9     | 1     |
| Венгрия | 2012 | 2                  | 0                  | 0                 | 0                 | 2     | 0     |
| Итого   |      | 31                 | 1                  | 31                | 1                 | 62    | 2     |

(Данные откорректированы на 5 июня 2012)

## Достижения
«Уйпешт»
- Обладатель Кубка Венгрии: 2001/02
- Второе место в чемпионате Венгрии: 2003/04

«Сьон»
- Обладатель Кубка Швейцарии (2): 2008/09, 2010/11